# Ушнетка
Ушне́тка (рос. Ушнетка) — річка в Удмуртії (Якшур-Бодьїнський та Селтинський райони), Росія, права притока Киркиз'ї.
Річка починається за 2,5 км на північний схід від присілку Линвай на території Якшур-Бодьїнського району. Тече спочатку на захід, після присілку Кузьминці плавно повертає на південний захід. Впадає до Киркиз'ї біля села Кезвир. Нижня течія заболочена. Біля села Старі Зятці збудовано 2 ставки, ще один створено у присілку Зенкей. Приймає декілька дрібних приток, найбільша з яких права Каравайка. На старих топографічних картах річка вказана як притока Арлеті і має притоку Киркиз'ю.
Над річкою розташовані населені пункти:
- Якшур-Бодьїнський район — Старі Зятці, Кузьминці, Старокаравайський
- Селтинський район — Зенкей